# Liste des plus grands herbiers du monde
Cette liste des plus grands herbiers du monde est compilée en consultant la base de données internationale Index Herbariorum.
| Institution propriétaire ou ayant la charge de la collection | Sigle           | Année de fondation | Nombre approximatif de spécimens                            | Lieu (ville)      | Site web                                                                                                | Source des données                                    |
| --- | --------------- | ------------------ | ----------------------------------------------------------- | ----------------- | --- | ----------------------------------------------------- |
| Muséum national d’histoire naturelle de Paris | P, PC, PAT, PCU | 1635               | 10 000 000 (plus de 8 millions selon les données révisées ) | Paris             | |                                                       |
| Jardin botanique de New York (New York Botanical Garden) | NY              | 1891               | 7 800 000                                                   | New York          | |                                                       |
| Institut de botanique Komarov | LE              | 1823               | 7 160 000                                                   | Saint-Pétersbourg | |                                                       |
| Jardins botaniques royaux de Kew (Royal Botanic Gardens, Kew) | K               | 1853               | 7 000                                                       | Londres           | | , (Début de la numérisation de la collection en 2015) |
| Naturalis |                 | 1829               | 6 900 000                                                   | Leyde             | |                                                       |
| Jardin botanique du Missouri (Missouri Botanical Garden) |                 | 1859               | 6 600 000                                                   | Saint-Louis       | |                                                       |
| Conservatoire et Jardin botaniques de la Ville de Genève |                 | 1817               | 6 000                                                       | Genève            | |                                                       |
| Musée d'histoire naturelle de Vienne (Naturhistorisches Museum Wien) |                 | 1748               | 5 500 000                                                   | Vienne            | |                                                       |
| Musée d'histoire naturelle de Londres (British Museum of Natural History) |                 | 1753               | 5 200 000                                                   | Londres           | | , (Début de la numérisation de la collection en 2015) |
| Université Harvard (Harvard University) |                 | 1864               | 5 005 000                                                   | Cambridge         | |                                                       |
| Musée d'histoire naturelle, université de Florence (Museo di Storia Naturale) |                 | 1842               | 5 000                                                       | Florence          | |                                                       |
| Musée national d'histoire naturelle de la Smithsonian Institution |                 | 1868               | 5 000                                                       | Washington        | |                                                       |
| Musée suédois d'histoire naturelle (Naturhistoriska de riksmuseet) |                 | 1758               | 4 570 000                                                   | Stockholm         | |                                                       |
| Université Claude-Bernard-Lyon-1 | LY              | 1971               | 4 400 000                                                   | Lyon              | |                                                       |
| Jardin botanique de Meise (anciennement Jardin botanique national de Belgique) |                 | 1870               | 4 000                                                       | Meise             | |                                                       |
| Jardin botanique, et Musée botanique Berlin-Dahlem, Université libre de Berlin (Botanischer Garten und Botanisches Museum Berlin-Dahlem, Zentraleinrichtung der Freien Universität Berlin) |                 | 1879               | 3 800 000                                                   | Berlin            | |                                                       |
| Université de Zurich et de l'École polytechnique fédérale de Zurich (Universität Zürich & Eidgenössische Technische Hochschule Zürich )                                                    |                 | 1834               | 3 500 000                                                   | Zurich            | , « http://www.systbot.unizh.ch/herbarium/ »(Archive.org • Wikiwix • Archive.is • Google • Que faire ?) |                                                       |
| Université d'Iéna (Friedrich-Schiller-Universität Jena) |                 | 1895               | 3 500 000                                                   | Iéna              | |                                                       |
| Université Montpellier 2 |                 | 1890               | 3 500 000                                                   | Montpellier       | |                                                       |
| Université d'Helsinki (Helsingin yliopisto) |                 | 1750               | 3 290 501                                                   | Helsinki          | |                                                       |
| collection botanique de Munich (Botanische Staatssammlung München) |                 | 1813               | 3 200 000                                                   | Munich            | |                                                       |
| Université d'Uppsala (Uppsala universitet) |                 | 1785               | 3 100 000                                                   | Uppsala           | |                                                       |
| Jardin botanique royal d'Édimbourg (Royal Botanic Garden, Edinburgh) |                 | 1670               | 3 000                                                       | Édimbourg         | |                                                       |
| Université de Copenhague (Københavns Universitet) |                 | 1759               | 2 707 000                                                   | Copenhague        | |                                                       |
| Musée Field (Field Museum of Natural History) |                 | 1893               | 2 700 000                                                   | Chicago           | |                                                       |
| Institut de botanique, Académie chinoise des sciences (中國科學院) |                 | 1950               | 2 650 000                                                   | Pékin             | |                                                       |
| Université de Lund |                 | 1770               | 2 500 000                                                   | Lund              | |                                                       |
| Université Charles de Prague (Univerzita Karlova v Praze) |                 | 1775               | 2 200 000                                                   | Prague            | |                                                       |
| Université de Californie (University of California) |                 | 1872               | 2 196 000                                                   | Berkeley          | |                                                       |
| Institut de botanique de l'Académie nationale des sciences d'Ukraine (Інститут ботаніки імені М. Г. Холодного НАН України)                                                                 |                 | 1921               | 2 048 200                                                   | Kiev              | |                                                       |
| Centre de recherche, Cibinong, Jardin botanique de Bogor (Kebun Raya Bogor) |                 | 1817               | 2 000                                                       | Cibinong          | |                                                       |
| Musée national de Prague (Národní muzeum) |                 | 1818               | 2 000                                                       | Prague            | |                                                       |
| Botanical Survey of India |                 | 1833               | 2 000                                                       | Calicut           | |                                                       |
| Académie des sciences de Californie (California Academy of Sciences) |                 | 1853               | 2 000                                                       | San Francisco     | |                                                       |

| Institution propriétaire ou ayant la charge de la collection                                                                                  | Sigle | Année de fondation | Nombre approximatif de spécimens                   | Lieu (ville) | Site web |
| --- | ----- | ------------------ | -------------------------------------------------- | ------------ | -------- |
| Ministère de l'agriculture et de l'agroalimentaire du Canada                                                                                  |       | 1886               | 1 850 000                                          | Ottawa       |          |
| Musée hongrois des sciences naturelles (Magyar Természettudományi Múzeum)                                                                     |       | 1870               | 1 831 000                                          | Budapest     |          |
| Musée botanique d'Oslo |       | 1863               | 1 800 000                                          | Oslo         |          |
| Centre Klein-Flottbek et Jardin botanique de l'université de Hambourg (Biozentrum Klein-Flottbek und Botanischer Garten, Universität Hamburg) |       | 1879               | 1 800 000                                          | Hambourg     |          |
| Université du Michigan (University of Michigan)                                                                                               |       | 1921               | 1 750 000                                          | Ann Arbor    |          |
| Université de Tokyo (東京大学) |       | 1887               | 1 700 000                                          | Tokyo        |          |
| Musée national de la nature et des sciences de Tokyo (国立科学博物館)                                                                         |       | 1877               | 1 636 000                                          | Tokyo        |          |
| Université de Göteborg (Göteborgs universitet)                                                                                                |       | 1926               | 1 600 000                                          | Göteborg     |          |
| Jardins botaniques royaux de Melbourne, (Royal Botanic Gardens, National Herbarium of Victoria)                                               |       | 1857               | 1 500 000                                          | Melbourne    |          |
| Université de Vienne (Universität Wien) |       | 1879               | 1 445 000                                          | Vienne       |          |
| Académie des sciences naturelles (Academy of Natural Sciences)                                                                                |       | 1812               | 1 430 000                                          | Philadelphie |          |
| Université nationale autonome du Mexique (Universidad Nacional Autónoma de México)                                                            |       | 1888               | 1 400 000                                          | Mexico       |          |
| Jardin botanique royal de Madrid (Real Jardín Botánico)                                                                                       |       | 1755               | 1 400 000                                          | Madrid       |          |
| Institut de botanique de l'Académie polonaise des sciences                                                                                    |       | 1860               | 1 227 500                                          | Cracovie     |          |
| Muséum Senckenberg (Senckenberg Forschungsinstitut und Naturmuseen)                                                                           |       | 1817               | 1 200 000                                          | Francfort    |          |
| Université de Kyoto (京都大学) |       | 1921               | 1 200 000                                          | Kyoto        |          |
| Jardins botaniques royaux de Sydney, (Royal Botanic Gardens, National Herbarium of New South Wales)                                           |       | 1896               | 1 200 000                                          | Sydney       |          |
| Institut national sud-africain de la biodiversité (South African National Biodiversity Institute — SANBI)                                     |       | 1903               | 1 200 000                                          | Pretoria     |          |
| Jardin botanique de Rancho Santa Ana (Rancho Santa Ana Botanic Garden (en))                                                                   |       | 1927               | 1 183 000                                          | Claremont    |          |
| Jardins botaniques nationaux australiens (Australian National Botanic Gardens)                                                                |       | 1930               | 1 124 812                                          | Canberra     |          |
| Université de Rome « La Sapienza » (Università degli Studi di Roma La Sapienza)                                                               |       | 1872               | 1 120 000                                          | Rome         |          |
| Institut de botanique de Kunming Académie chinoise des sciences (中國科學院)                                                                  |       | 1938               | 1 114 000                                          | Kunming      |          |
| Université du Wisconsin (University of Wisconsin)                                                                                             |       | 1849               | 1 078 000 (selon d'autres données (), >1 200 000)  | Madison      |          |
| Institut polytechnique national du Mexique (Instituto Politécnico Nacional)                                                                   |       | 1944               | 1 080 000                                          | Mexico       |          |
| Herbier de l'Australie-Méridionale (State Herbarium of South Australia)                                                                       |       | 1954               | 1 040 000                                          | Adelaide     |          |
| Institut de recherche botanique du Texas (Botanical Research Institute of Texas (en))                                                         |       | 1987               | 1 010 000                                          | Fort Worth   |          |
| Université du Texas à Austin (University of Texas at Austin)                                                                                  |       | 1890               | 1 006 000                                          | Austin       |          |
| Université de Cambridge (University of Cambridge)                                                                                             |       | 1761               | 1 000 000 (plus de 1 000 000 selon )               | Cambridge    |          |
| Musée national de Nairobi, (National Museums of Kenya)                                                                                        |       | 1930               | 1 000 000 (plus de 700 000 selon )                 | Nairobi      |          |
| Jardin botanique de Chine du Sud, Académie chinoise des sciences (中國科學院)                                                                 |       | 1927               | 1 000 000 (plus de 1 000 000 selon )               | Guangzhou    |          |
| Université de Manchester (University of Manchester)                                                                                           |       | 1860               | 1 000 000 (981 000 selon )                         | Manchester   |          |
| Musée national d'histoire naturelle de Stuttgart (Staatliches Museum für Naturkunde Stuttgart)                                                |       | ?                  | 1 000 000 (900 000 selon )                         | Stuttgart    |          |
| Institut génétique de la flore et de la faune de l'Académie des sciences d'Ouzbékistan (Ўзбекистон Республикаси Фанлар Академияси)            |       | 1950               | 1 000 000 (1 500 000 selon ces données douteuses ) | Tachkent     |          |
| Institut de botanique de l'Académie nationale des sciences de Géorgie (საქართველოს მეცნიერებათა ეროვნული აკადემია)                            |       | 1894               | 1 000                                              | Tbilissi     |          |
| Université de Turin (Università degli Studi di Torino)                                                                                        |       | ?                  | 1 000                                              | Turin        |          |

| Institution propriétaire ou ayant la charge de la collection | Sigle | Année de fondation | Nombre approximatif de spécimens | Lieu (ville) | Site web |
| --- | ----- | ------------------ | -------------------------------- | ------------ | -------- |
| Université d'État de Moscou, herbier de l'université de Moscou |       | 1780               | 989 240                          | Moscou       |          |
| Service du département américain de l'agriculture, collection mycologique nationale des États-Unis (USDA — Agricultural Research Service, collection mycologique nationale des États-Unis) |       | 1896               | 950 000                          | Beltsville   |          |
| Université de Turku (Turun yliopisto) |       | ?                  | 932 700                          | Turku        |          |